# Hayabusa 2

Animatie van de missie van Hayabusa2
van 3 December 2014 tot 9 December 2019
paars: Hayabusa2, groen: Ryugu, blauw: Aarde, Geel: Zon

Hayabusa 2 is een Japanse ruimtesonde en de opvolger van Hayabusa 1. De lancering was op 4 december 2014. De sonde bereikte Ryugu, een type C-planetoïde, op 27 juni 2018 en deed gedurende 18 maanden onderzoek waarbij ook monsters van het oppervlak werden genomen. De terugkeer van de capsule met monsters was op 5 december 2020. De observatiesonde zal nog een tweede missie naar een ander near earth object uitvoeren.

## Verloop van de missie

Ryugu

Volgens planning kwam de sonde in juni 2018 aan bij zijn doel. Nadat het oppervlak in kaart is gebracht, zijn twee kleine identieke rovers, ROVER-1A en ROVER-1B, van elk ruim 1 kg, gelost. In verband met de geringe valversnelling van 1/8 mm/s2 hebben ze vanaf 50 meter hoogte een zachte landing gemaakt, en zullen ze zich met sprongetjes (hops) voortbewegen. De Duits-Franse rover Mobile Asteroid Surface Scout (MASCOT) is op 3 oktober 2018 geland.

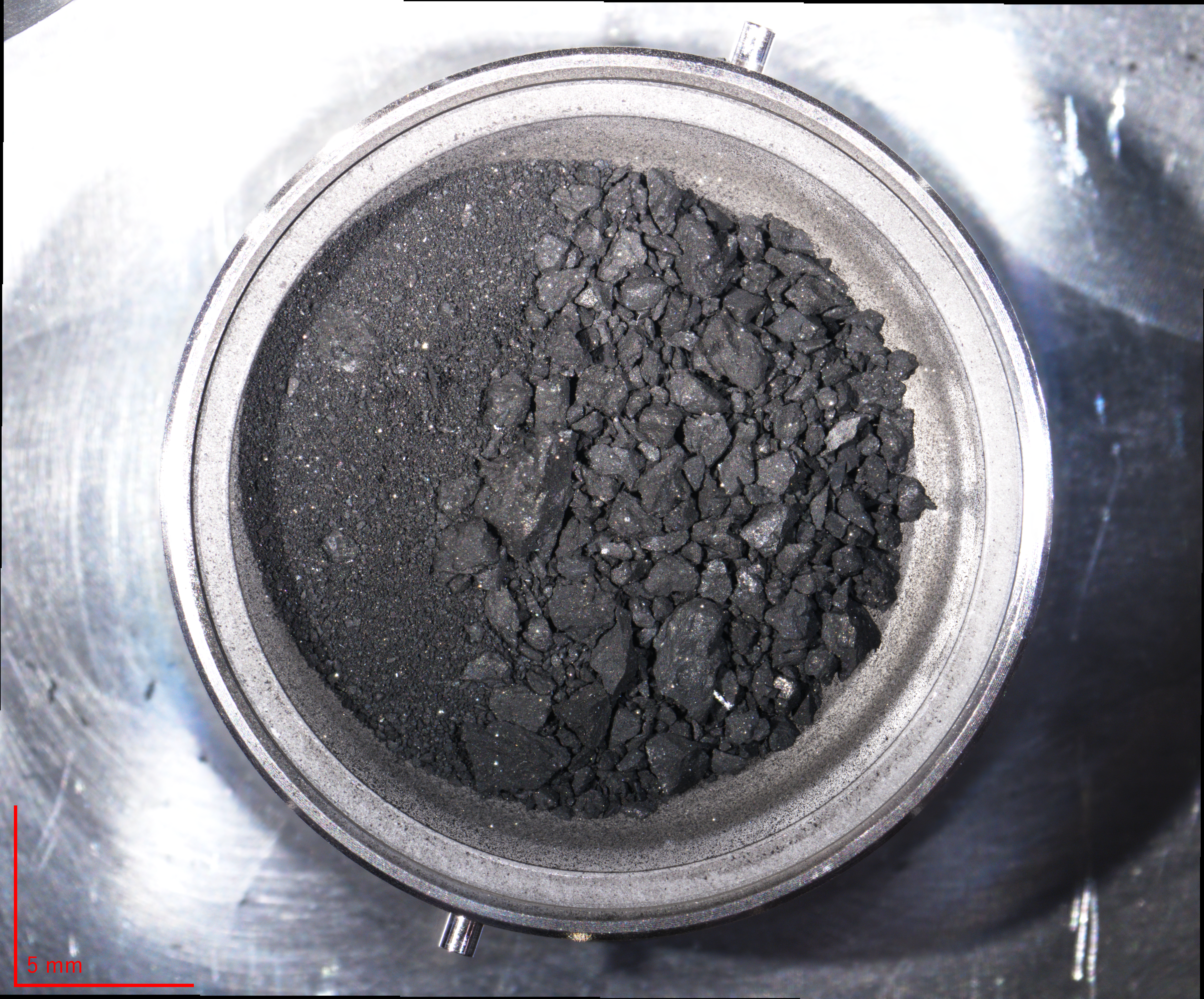
Materiaal van Ryugu

De sonde zou twee keer landen op het oppervlak en vingergrote projectielen afvuren, waardoor kleine puinwolken ontstaan, waaruit monsters verzameld kunnen worden. Een groter, ongeveer 2,2 kg zwaar botslichaam met koperen punt zou ook afgevuurd worden om een grotere krater te maken en zo een idee te krijgen van wat zich dieper onder het oppervlak bevindt. Dit gebeurde op 4 april 2019. De sonde daalde toen tot op 500 meter hoogte en vuurde dan de Small Carry-On Impactor af, met daarin een explosieve lading en de koperen massa. Hayabusa 2 liet ook het camerapakket DCAM-3 vrij en steeg daarna weer tot enkele kilometer hoogte om uit de buurt van de explosie te komen. DCAM-3 moest beelden van de impact maken en die naar het ruimtetuig sturen. De sonde zou dan de plaats van de impact zoeken om er dan naartoe te gaan en materiaal dat door de explosie was vrijgekomen te verzamelen.
Het vertrek vanaf de planetoïde was in december 2019. Toen Hayabusa 2 de terugkeermodule met monsters in een traject naar de Aarde had afgekoppeld, voerde de onderzoekssonde een aarde-ontwijkingsmanoeuvre uit, waarna een secundaire missie werd ingezet. Tijdens de vlucht terug naar Aarde bleek de sonde namelijk nog over voldoende stuwstof voor een tweede observatiemissie naar een ander "near earth object" over te hebben. De terugkeermodule keerde op 5 december 2020 terug in de atmosfeer en landde tussen 17:47 en 17:57 UTC aan parachutes op een afgelegen plek in het zuiden van Australië in de Woomera Test Range (lokaal was het al 6 december). De berging liet daarna nog anderhalf uur op zich wachten; doordat de landing voor zonsopkomst in het donker plaatsvond was de precieze plaats van de landing niet vastgesteld en moest men zoeken met behulp van signalen van het radiobaken in de capsule. Om 18:17 UTC steeg de helikopter van het bergingsteam op. Om 19:47 UTC, twee uur na de landing, nadat ondertussen de zon was opgekomen, kon men vanuit een helikopter de landingsmodule visueel waarnemen.